# سبايدر مان 3 (لعبة فيديو 2007)
سبايدر مان 3 (بالإنجليزية: Spider-Man 3)‏، هي لعبة فيديو أمريكية كندية، وتم تطويرها من الأستوديو تريارك وفكيريوس فيجينز الأمريكيتين، وبينوكس الكندية، ومن نشر أكتيفجن، صدرت اللعبة في الأسواق سنة 2007، وتعمل على المنصات التالية: بلاي ستيشن 2 وبلاي ستيشن 3 وإكس بوكس 360 ومايكروسوفت ويندوز ووي وبلاي ستيشن بورتبل ونينتندو دي أس.